# Beaucaire, Gard
Beaucaire este o comună în departamentul Gard din sudul Franței. În 2009 avea o populație de 15.857 de locuitori.

## Evoluția populației
| An        | 1975   | 1982   | 1990   | 1999   | 2006   | 2009   |
| --------- | ------ | ------ | ------ | ------ | ------ | ------ |
| Populație | 12.829 | 12.840 | 13.400 | 13.748 | 15.099 | 15.857 |